# Melita Abraham
Pour les articles homonymes, voir Abraham (homonymie).
Melita Isidora  Abraham Schüssler, née le 7 juillet 1997 à San Pedro de la Paz, est une rameuse d'aviron chilienne.

## Biographie
Melita Abraham est la fille d'Omar Abraham et Melita Schüssler, une ancienne athlète ; elle naît le 7 juillet 1997  à San Pedro de la Paz, avec ses autres quadruplés Antonia Abraham, Alfredo Abraham et Ignacio Abraham, qui pratiquent aussi l'aviron,.
Elle remporte la médaille d'argent en deux sans barreur avec sa sœur Antonia aux Jeux panaméricains de 2015 à Toronto. Aux Jeux panaméricains de 2019 à Lima, elle est médaillée d'or en deux sans barreur ainsi qu'en quatre de couple. Aux Jeux panaméricains de 2023 à Santiago, elle est médaillée d'or en quatre sans barreur et médaillée d'argent du deux de couple et du quatre de couple.